# Walter Stirling
Sir Walter Stirling of Faskine (né le 18 mai 1718 et mort le 24 novembre 1786), était un amiral britannique, gouverneur de Halifax et commandant en chef.

## Sources
- (en) Cet article est partiellement ou en totalité issu de l’article de Wikipédia en anglais intitulé « Walter Stirling » (voir la liste des auteurs).